# Гогенлоэ, Стефания
Принцесса Стефа́ния Юлиа́на фон Гогенло́э (полное имя нем. Stéphanie Maria Veronika Juliana Prinzessin zu Hohenlohe-Waldenburg-Schillingsfürst, сокращённо нем. Stephanie Julianne von Hohenlohe), в девичестве Стефания Юлиана Ри́хтер (нем. Stephanie Julianne Richter; 16 сентября 1891 — 13 июня 1972) — первая жена австрийского дипломата принца Фридриха Франца фон Гогенлоэ-Вальденбург-Шиллингсфюрста. Предположительно, имела еврейское происхождение.
Будучи подданной Венгрии, после развода с мужем Фридрихом Францем она переехала в Лондон, где в 1930-х годах подозревалась в шпионаже в пользу Германии. Находилась в тесных связях с высшим партийным руководством нацистской Германии, в том числе с самим Адольфом Гитлером. В Великобритании была вхожа также во влиятельные круги, одним из её покровителей был Гарольд Сидни Хамсуорт, 1-й виконт Ротермир. Продвигала идеи о поддержке германской политики в британском обществе. Правительства Великобритании, Франции и США подозревали её в шпионаже. За свои услуги в 1930-х годах Гогенлоэ была награждена Золотым партийным знаком НСДАП.
Сбежав из Великобритании в Сан-Франциско в 1939 году после объявления войны, она попала под особое наблюдение спецслужб США. После нападения на Перл-Харбор была арестована ФБР и заключена под стражу как гражданка враждебного государства. Гогенлоэ предоставила информацию Управлению стратегических служб, которая использовалась при составлении доклада о личности Адольфа Гитлера в 1943 году. В мае 1945 года Стефания была досрочно освобождена и вернулась в Германию, где продолжила налаживать влиятельные связи в послевоенном немецком обществе.

## Ранняя жизнь
Стефания Рихтер родилась в Вене, в семье Людмилы Куранды (которая, по некоторым данным, была еврейкой) и Иоганна Себастьяна Рихтера, который якобы был стоматологом или адвокатом. Своё имя она получила в честь Стефании Бельгийской, кронпринцессы Австро-Венгрии. Однако в биографии, составленной Мартой Шэд в 2004 году, утверждается, что Стефания была дочерью двух иудеев, притом родилась вне брака. В 1906 году Рихтер была зачислена в балетную школу Венской придворной оперы. Будучи молодой девушкой, она использовала свою красоту, шарм и изысканные манеры, чтобы быть представленной в высшее общество Вены.
Когда ей было около 20 лет, у Рихтер завязался роман с эрцгерцогом Францем Сальватором, принцем Тосканы. Он был зятем императора Франца Иосифа I и мужем эрцгерцогини Марии Валерии.
Будучи беременной от Франца Сальватора, Стефания убедила Фридриха Франца фон Гогенлоэ-Вальденбург-Шиллингсфюрст (1879—1958), немецкого князя династии Гогенлоэ, с которым у неё также были интимные отношения, в том, что ребёнок был от него. Они поженились 12 мая 1914 в Лондоне, свадьбу провели скромно, чтобы не привлекать излишнего внимания. После этого она получила титул «принцессы», который затем использовала всю оставшуюся жизнь. Её сын родился в Вене 5 декабря 1914 года, и был назван Францем-Иосифом. (По данным ФБР от октября 1941 года семья Гогенлоэ имела некоторые сомнения относительно того, был ли ребёнок действительно их, но тем не менее признала его.) Полное имя ребёнка было «Франц-Иосиф Рудольф Ганс Верианд Макс Стефан Антон фон Гогенлоэ-Вальденбург-Шиллингсфюрст». Во время Первой мировой войны была сестрой милосердия в полевом госпитале у Лемберга. По её прошению муж был переведён из своего полка на русско-австрийский фронт, где она сама и находилась.

## Межвоенный период
Принцесса Стефания и её муж развелись в 1920 году. В том же году он женился на венгерской графине Эмануэле Баттьяни фон Немет-Ужвар. Свадьба состоялась в Будапеште 6 декабря 1920. Детей в браке не было. В конце Второй мировой войны семейная пара бежала в Бразилию.
После развода принцесса Стефания оставила себе фамилию цу Гогенлоэ-Вальденбург-Шиллингсфюрст, как того требовал австрийский обычай. В последующие годы своей жизни она всегда представлялась принцессой Гогенлоэ. Некоторое время она жила в Париже, но затем французское правительство вынудило её покинуть страну по подозрению в шпионаже. Затем, в 1932 году, она переехала в Лондон, поселившись в роскошном отеле «Дорчестер», что находится в районе Мейфэр. В этот период она заводила дружбу, а иногда — и более интимные отношения со многими влиятельными мужчинами, среди которых был Гарольд Сидни Хамсворт, 1-й Виконт Ротермир, англо-ирландский магнат, который владел газетами Daily Mail и Daily Mirror в Лондоне, а также Иоахим фон Риббентроп, который в 1930-х годы был послом Германии в Великобритании. Тогда же она познакомилась со многими высшими представителями партийной иерархии НСДАП.
Будучи принцессой, она вращалась в кругах британской аристократии, а это были именно те связи, которые нацисты считали ценными для себя после того, как они пришли к власти в 1933 году. В круг её близких знакомых входили леди Маргот Асквит, вдова бывшего премьер-министра Герберта Генри Асквита, леди Этель Сноуден, жена бывшего канцлера казначейства, леди Лондондерри и её муж Чарльз Вейн-Темпест-Стюарт, 7-й маркиз Лондондерри.
После того, как Гитлер получил власть в Германии в 1933 году, МИ-6 опубликовала доклад, в котором утверждалось, что французские спецслужбы обнаружили документы в квартире принцессы в Париже, в которых её просили уговорить лорда Ротермира начать кампанию в прессе по возвращению Германии части территорий, отошедших к Польше в конце Первой мировой войны. За это она должна была получить £300,000, что составляет £13 миллионов по сегодняшним меркам, если бы ей это удалось.
Принцесса Стефания получала финансовую поддержку от Ротермира, который изначально был поклонником Гитлера и в первой половине 1930-х годов выступал за союз с Германией. В 1930-х годах он платил принцессе Стефании ежегодный гонорар в размере £5,000 (£200,000 по сегодняшним меркам), чтобы она могла продвигать идею о поддержке германской политики среди британских кругов. Он также надеялся, что она представит его высшему руководству нацистской партии.
Когда стало ясно, что скоро начнётся война, Ротермир начал выступать за перевооружение британской армии, а его отношения со Стефанией похолодели и он перестал перечислять ей деньги. Принцесса подала на него него в суд, утверждая, что он обещал пожизненные выплаты, но дело проиграла.
Во время своих визитов в Германию она познакомилась со многими видными нацистами, в том числе с самим Адольфом Гитлером, который называл её своей «дорогой принцессой». У неё сложились тесные отношения с Германом Герингом и Генрихом Гиммлером, который объявил её «почетным арийцем». В докладе МИ-6 в 1938 году о ней сообщается следующее: «её часто вызывает фюрер, который ценит её ум и дельные советы. Она, пожалуй, является единственной женщиной, которая может оказывать влияние на него» (Этот документ был рассекречен в 2005 году).
В Британии принцесса Стефания действовала в качестве курьера, доставляя секретные сообщения членам высокопоставленных британских кругов, которые симпатизировали нацистскому режиму. В 1937 году она устроила визит лорда Галифакса в Германию и его встречу с Герингом. В том же году она также сыграла важную роль в подготовке визита Эдуарда, герцога Виндзорского и его супруги Уоллис, герцогини Виндзорской в Германию.
В 1937 году Стефания завела роман с Фрицем Видеманом, адъютантом Гитлера. Когда Видемана назначили генеральным консулом Германии в Сан-Франциско, она переехала к нему в США в конце 1937 года, затем улетела обратно в Европу в следующем году.
В 1938 году нацисты конфисковали имущество австрийских евреев, в том числе и Леопольдскрон, замок в Зальцбурге, который находился в собственности режиссёра Макса Рейнхардта. По некоторым сообщениям, замок был передан Стефании Герингом. Другие источники говорят, что она арендовала его. Есть версия о том, что Гогенлоэ получила поручение от Геринга о переделке замка в гостевой дом для видных деятелей культуры Рейха, который одновременно мог бы служить в качестве резиденции для Гитлера.

## Вторая мировая война
Принцесса Стефания вернулась в Великобританию в 1939 году, но после начала войны покинула страну, опасаясь обвинения в шпионаже. Она возвратилась к своему бывшему любовнику Фрицу Видеманну, который продолжал занимать должность консула в Сан-Франциско. За ней сразу же установили слежку агенты ФБР.
В марте 1941 года Стефания была задержана на несколько дней иммиграционными властями. Тогда же она познакомилась с Лемюэлем Шофилдом, директором американской Службы иммиграции и натурализации в Вашингтоне, округ Колумбия. Он поместил её в тот же отель, где жил сам, и затем у них начался роман, который продолжался несколько месяцев. После этого в течение некоторого времени она жила в Александрии, штат Виргиния, вместе с сыном и матерью.
В октябре того же года в ФБР составили заметку о принцессе, где она характеризуется как «чрезвычайно опасная и хитроумная женщина», и утверждается, что «как шпион она опаснее десяти тысяч мужчин». В характеристике также содержалась рекомендация к немедленной депортации, а также отмечался тот факт, что британцы и французы также подозревали её в шпионаже. Гогенлоэ, тем не менее, продолжала оставаться в стране.
После японской атаки на Перл-Харбор и официального вступления США во Вторую мировую войну Стефания была арестована с санкции ФБР и интернирована в лагере в Филадельфии. Затем она была переведена в другой лагерь для граждан враждебных государств, который находился в Техасе. Во время своего пребывания в лагере её допрашивали сотрудники недавно образованного Управления стратегических служб (УСС). В мае 1945 она получила условно-досрочное освобождение.
В 2005 году МИ-6 и ФБР рассекретили документы военных лет, которые теперь доступны исследователям. Американские документы содержат информацию о том, что её показания, данные в ходе допросов, легли в основу доклада о личности Адольфа Гитлера, который был составлен Генри Мюрреем и Уолтером Лангером.

## Послевоенные годы
После войны Стефания вернулась в Германию, где продолжала поддерживать связи с высшими кругами страны. Она сотрудничала с такими руководителями средств массовой информации, как Генри Наннен, главный редактор новостного журнала Stern, и Аксель Шпрингер, владелец Axel Springer AG. Для Шпрингера она организовала интервью с Джоном Кеннеди и Линдоном Джонсоном.
Принцесса Стефания Юлиана цу Гогенлоэ-Вальденбург-Шиллингфюрст умерла в Женеве и была похоронена там же.